# 플로레스인
플로레스인 또는 호모 플로레시엔시스(Homo floresiensis)는 작은 체구(키: 약 1m)와 뇌의 크기(약 380cc)로 호빗이라고도 불리는 사람속의 한 종으로 비교적 최근까지 생존했다. 2003년 인도네시아의 플로레스섬의 리앙부아 동굴에서 화석이 발견되었다. 대략 9만 4천 년 전에 출현해 1만 3천 년 전에 사라졌을 것으로 추정하고 있다. 이것으로 보아 호모 네안데르탈렌시스보다 더 최근까지 산 사람속으로 보인다. 이 종은 호모 에렉투스로부터 진화했다.
오스트랄로피테쿠스나 호모 하빌리스와의 유사성으로 인해 호모 에렉투스가 아니라 오스트랄로피테쿠스나 초기 호모 속으로부터 진화했을 것이라는 가설 역시 지지를 받으며, 학계에서는 호모 에렉투스로부터 진화했다는 가설과 대립하고 있다.
현생인류인 호모 사피엔스와 같은 시대에 살았지만, 현생인류가 저 섬에 도착했을 때는 이미 아무도 없었다.

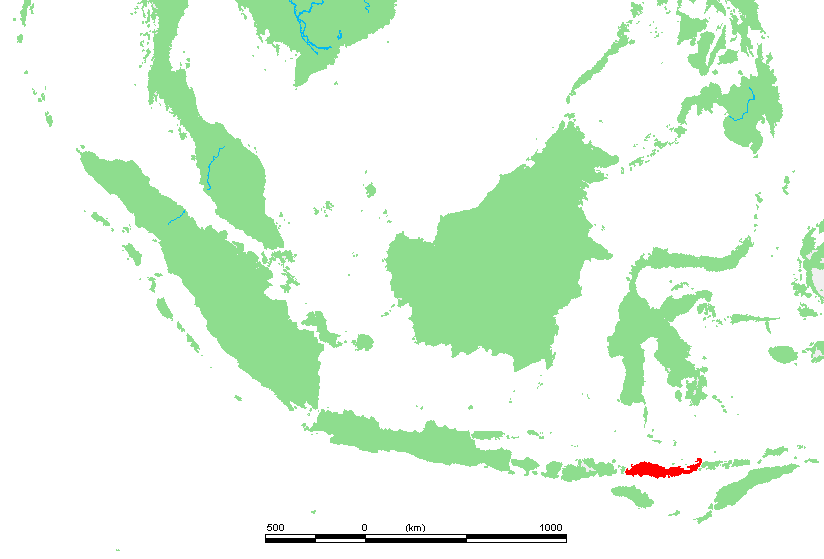
인도네시아의 플로레스섬, 붉은색으로 표시되어 있다

플로레스섬의 전설에는 사람과 비슷한 영장류가 나타나 아기를 납치해가거나 소리를 질렀다는 전설이 전해지기도 한다. 그러나 플로레스섬의 민간 전승에 전하는 사람과 비슷한 전설상의 동물이 이들인가의 여부는 불확실하다.